# جيرالد جرين
جيرالد جرين (بالإنجليزية: Gerald Green)‏ مواليد 26 يناير 1986 في هيوستن، هو لاعب كرة سلة أمريكي بدأ مسيرته الاحترافية في سنة 2005 حيث تم اختياره من قبل فريق بوسطن سيلتكس خلال الدرافت يلعب مع فريق ميامي هيت في الرابطة الوطنية لكرة السلة ويحمل الرقم 14. يبلغ طوله 6 قدم 7 بوصة (2.0 م).

## فرق لعب لها
- بوسطن سيلتكس
- مينيسيوتا تيمبر وولفز
- هيوستن روكتس
- دالاس مافيريكس
- لوكوموتيف كوبان
- فوشان دراليونز

## إحصائيات المسيرة

### الموسم الاعتيادي
| السنة   | الفريق                | لعب | بدأ | دقيقة | ميداني% | ثلاثية | حرة  | ارتداد | صنع | استلاب | تصدي | نقطة |
| ------- | --------------------- | --- | --- | ----- | ------- | ------ | ---- | ------ | --- | ------ | ---- | ---- |
| 2005–06 | بوسطن سيلتكس          | 32  | 3   | 11.7  | .478    | .300   | .784 | 1.3    | .6  | .4     | .1   | 5.2  |
| 2006–07 | بوسطن سيلتكس          | 81  | 26  | 22.0  | .419    | .368   | .805 | 2.6    | 1.0 | .5     | .3   | 10.4 |
| 2007–08 | مينيسيوتا تيمبر وولفز | 29  | 0   | 12.3  | .331    | .385   | .829 | 2.1    | 1.0 | .3     | .1   | 5.1  |
| 2007–08 | هيوستن روكتس          | 1   | 0   | 4.0   | 1.000   | .000   | .000 | 2.0    | .0  | .0     | .0   | 6.0  |
| 2008–09 | دالاس مافيريكس        | 38  | 12  | 9.9   | .439    | .304   | .844 | 1.4    | .4  | .3     | .1   | 5.2  |
| 2011–12 | بروكلين نتس           | 31  | 2   | 25.2  | .481    | .391   | .754 | 3.5    | 1.1 | .9     | .5   | 12.9 |
| 2012–13 | إنديانا بايسرز        | 60  | 7   | 18.0  | .366    | .314   | .800 | 2.4    | .8  | .3     | .4   | 7.0  |
| 2013–14 | فينيكس صنز            | 82  | 48  | 28.4  | .445    | .400   | .848 | 3.4    | 1.5 | .9     | .5   | 15.8 |
| 2014–15 | فينيكس صنز            | 74  | 4   | 19.5  | .416    | .354   | .825 | 2.5    | 1.2 | .6     | .2   | 11.9 |
| المسيرة | المسيرة               | 428 | 102 | 19.9  | .425    | .368   | .818 | 2.5    | 1.0 | .5     | .3   | 10.2 |

### التصفيات
| السنة   | الفريق         | لعب | بدأ | دقيقة | ميداني% | ثلاثية | حرة   | ارتداد | صنع | استلاب | تصدي | نقطة |
| ------- | -------------- | --- | --- | ----- | ------- | ------ | ----- | ------ | --- | ------ | ---- | ---- |
| 2009    | دالاس مافيريكس | 6   | 0   | 4.3   | .286    | .200   | .500  | .3     | .0  | .2     | .0   | 1.8  |
| 2013    | إنديانا بايسرز | 9   | 0   | 11.7  | .420    | .333   | 1.000 | 1.3    | .3  | .0     | .1   | 6.1  |
| المسيرة | المسيرة        | 15  | 0   | 8.7   | .391    | .316   | .667  | .9     | .2  | .1     | .1   | 4.4  |

## روابط خارجية
- جيرالد جرين على موقع إن بي أي (الإنجليزية)
- جيرالد جرين على موقع سبورتس رفرنس (الإنجليزية)
- جيرالد جرين على موقع كرة السلة الأوروبية.كوم (الإنجليزية)
- جيرالد جرين على موقع إي إس بي إن.كوم (الإنجليزية)
- جيرالد جرين على موقع ريلجم (الإنجليزية)
- جيرالد جرين على موقع بروبوليرز (الإنجليزية)
- جيرالد جرين على موقع سبورتس رفرنس (الإنجليزية)
- جيرالد جرين على موقع سبورتس رفرنس (الإنجليزية)